# 熱夫尼采

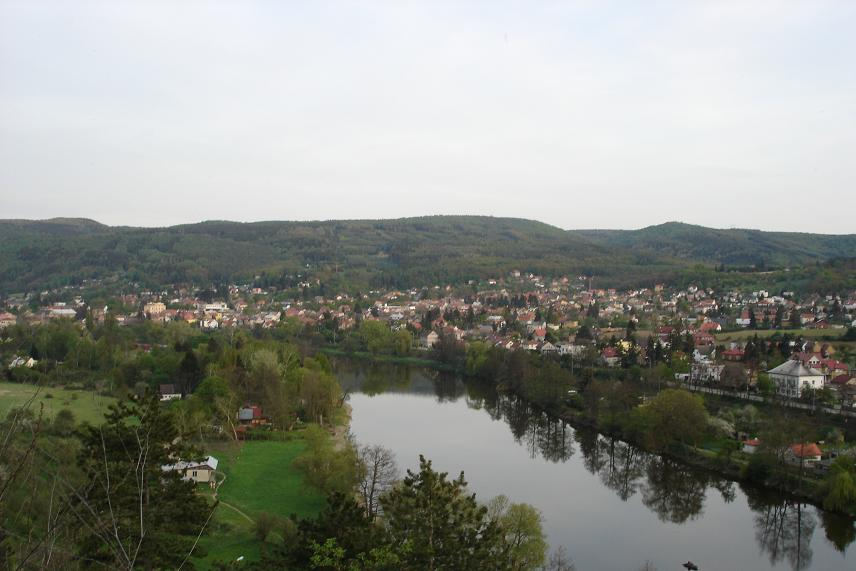

熱夫尼采是捷克的城鎮，位於該國西部，距離首都布拉格9公里，由中波希米亞州負責管轄，面積10.14平方公里，海拔高度218米，2011年人口3,127。

## 外部連結
- Municipal website